# Chrono des Nations-Les Herbiers-Vendée 2021
Le Chrono des Nations-Les Herbiers-Vendée 2021 est la trente-neuvième édition de cette course cycliste contre-la-montre, la quinzième sous ce nom adopté en 2006. Le Chrono des Nations-Les Herbiers-Vendée est disputé par huit catégories de cyclistes : quatre chez les hommes (élites, espoirs, juniors et cadets) et quatre chez les femmes (élites, espoirs, juniors et cadettes). Il a lieu le 17 octobre 2021.

## Résultats hommes élite

### Classement final
| Classement de l'étape | Classement de l'étape | Classement de l'étape | Classement de l'étape    | Classement de l'étape |
|                       | Coureur               | Pays                  | Équipe                   | Temps                 |
| --------------------- | --------------------- | --------------------- | ------------------------ | --------------------- |
| 1er                   | Stefan Küng           |                       | Groupama-FDJ             | en 51'46"             |
| 2e                    | Martin Toft Madsen    |                       | BHS-PL Beton Bornholm    | + 36 s                |
| 3e                    | Alessandro De Marchi  |                       | Israel Start-Up Nation   | + 1 min 16 s          |
| 4e                    | Aaron Gate            |                       | Black Spoke Pro Cycling  | + 1 min 22 s          |
| 5e                    | Remco Evenepoel       |                       | Deceuninck-Quick Step    | + 1 min 22 s          |
| 6e                    | Rune Herregodts       |                       | Sport Vlaanderen-Baloise | + 1 min 28 s          |
| 7e                    | Frederik Muff         |                       | ColoQuick                | + 1 min 32 s          |
| 8e                    | Pierre Latour         |                       | Total Direct Énergie     | + 1 min 44 s          |
| 9e                    | Justin Wolf           |                       | Bike Aid                 | + 1 min 49 s          |
| 10e                   | Miguel Heidemann      |                       | Leopard                  | + 2 min 3 s           |
| modifier              |                       |                       |                          |                       |

## Résultats dames élite

### Classement final
| Classement de l'étape | Classement de l'étape | Classement de l'étape | Classement de l'étape    | Classement de l'étape |
|                       | Coureur               | Pays                  | Équipe                   | Temps                 |
| --------------------- | --------------------- | --------------------- | ------------------------ | --------------------- |
| 1er                   | Marlen Reusser        |                       | Alé BTC Ljubljana        | en 33'36"             |
| 2e                    | Anna Kiesenhofer      |                       | Team Coop-Hitec Products | + 52 s                |
| 3e                    | Mieke Kröger          |                       | Hitec Products-Birk Spor | + 52 s                |
| 4e                    | Marta Cavalli         |                       | FDJ                      | + 1 min 1 s           |
| 5e                    | Vittoria Bussi        |                       |                          | + 1 min 4 s           |
| 6e                    | Marion Borras         |                       | UC Pontcharra            | + 1 min 11 s          |
| modifier              |                       |                       |                          |                       |